# El Mago Pellini
El Mago Pellini, född 10 maj 2009 i Torekov i Skåne län, är en svensk varmblodig travhäst. Han tränades av Lutfi Kolgjini och kördes av Lutfi och Adrian Kolgjini.
El Mago Pellini tävlade åren 2012–2017 och sprang in 6,5 miljoner kronor på 75 starter varav 14 segrar, 8 andraplatser och 12 tredjeplatser. Han tog karriärens största segrar i Konung Gustaf V:s Pokal (2013), Prix de Chenonceaux (2014), Norrbottens Stora Pris (2015) och Seinäjoki Race (2016). Han kom även på andraplats i Europeiskt femåringschampionat (2014) och Jämtlands Stora Pris (2015, 2016) samt på tredjeplats i Algot Scotts Minne (2015) och Grand Prix du Sud-Ouest (2015).
Han segrade i uttagningslopp till både Svenskt Travkriterium 2012 och Svenskt Travderby 2013, men slutade oplacerad i båda finalerna (galopp i finalen av Svenskt Travderby).
I november 2017 meddelades att El Mago Pellini avslutar tävlingskarriären och blir avelshingst vid Västerbo Stuteri i Heby i Uppsala län.